# Radikal 98
Radikal 98 mit der Bedeutung „Dachziegel“ ist eines von 23 der 214 traditionellen Radikale der chinesischen Schrift, die mit fünf Strichen geschrieben werden.
Mit 21 Zeichenverbindungen in Mathews’ Chinese-English Dictionary gibt es relativ wenige Schriftzeichen, die unter diesem Radikal im Lexikon zu finden sind.
Das Radikal „Ziegel“ nimmt nur in der Langzeichen-Liste traditioneller Radikale, die aus 214 Radikalen besteht, die 98. Position ein. In modernen Kurzzeichen-Wörterbüchern kann er sich an ganz anderer Stelle finden. Im Neuen chinesisch-deutschen Wörterbuch aus der Volksrepublik China steht es aber zufällig ebenfalls an 98. Stelle.
瓦 gehört zur Zeichen-Kategorie der Piktogramme, die ein Abbild des Gegenstandes zeigen sollen. Tritt es in zusammengesetzten Zeichen als Sinnträger auf, so stellt es seine Zeichen in das Bedeutungsfeld Porzellan oder Keramik wie zum Beispiel in 瓮 (weng = Steingutkübel), 瓶 (ping = Flasche), 瓯 (ou = Schale), 甄 (= scharf unterscheiden, ursprünglich die Bezeichnung für einen Keramik-Hersteller). 
Als Lautträger fungiert 瓦 (wa) nur selten, zum Beispiel in dem Nationalitäten-Namen 佤 (Wa) oder in der lautmalerischen Übertragung der Stromeinheit Watt (瓦特).

## Schriftzeichenverbindungen, die vom Radikal 98 regiert werden
| Striche | Zeichen                    |
| ------- | -------------------------- |
| +0      | 瓦                         |
| +02     | 瓧                         |
| +03     | 瓨 瓩                      |
| +04     | 瓪 瓫 瓬 瓭 瓮 瓯 瓰 瓱 瓲 |
| +05     | 瓳 瓴 瓵                   |
| +06     | 瓶 瓷 瓸                   |
| +07     | 瓹 瓺 瓻 瓼                |
| +08     | 瓽 瓾 瓿 甀 甁             |
| +09     | 甂 甃 甄 甅 甆             |
| +10     | 甇 甈 甉                   |
| +11     | 甊 甋 甌 甍 甎 甏 甐 甑    |
| +12     | 甒                         |
| +13     | 甓 甔 甕                   |
| +14     | 甖                         |
| +16     | 甗                         |

 Im Unicodeblock Kangxi-Radikale ist das Radikal 98 unter der Codepointnummer 12.129 (U+2F61) codiert.